# Brian Baumgartner
Brian Baumgartner (n. 29 noiembrie 1972, Atlanta, Georgia, SUA) este un actor, regizor și autor american. El este cel mai bine cunoscut pentru rolul lui Kevin Malone, un personaj din sitcomul NBC La birou (The Office).

## Filmografie
| An           | Titlu                              | Rol                                | Note                                                                         |
| ------------ | ---------------------------------- | ---------------------------------- | ---------------------------------------------------------------------------- |
| 2001         | Herman U.S.A.                      | Roger                              |                                                                              |
| 2003         | The Lyon's Den                     | Al Grissom                         | Episodul: "The Fifth"                                                        |
| 2003         | CSI: Crime Scene Investigation     | Dog Man (nemenționat)              | Episodul: "Fur and Loathing"                                                 |
| 2004         | LAX                                | Wes                                |                                                                              |
| 2005         | Arrested Development               | Frank Rica III                     | Episodul: "Burning Love"                                                     |
| 2005         | Jake in Progress                   | Michael                            | Episodul: "Jake or the Fat Man"                                              |
| 2005         | Everwood                           | Contractor                         | Episodul: "Good to Go"                                                       |
| 2005–2013    | The Office                         | Kevin Malone                       | Rol principal (201 episoade). A regizat episodul din sezonul 8 "After Hours" |
| 2006         | Moosecock                          | Paul Wood                          | Scurtmetraj                                                                  |
| 2007         | License to Wed                     | Jim                                |                                                                              |
| 2008         | Four Christmases                   | Eric                               |                                                                              |
| 2008         | Celebrity Family Feud              | Rolul său                          |                                                                              |
| 2009         | Into Temptation                    | Fr. Ralph O'Brien                  |                                                                              |
| 2010         | House of Good and Evil             | Bob Bradley                        |                                                                              |
| 2010         | Dirty Girl                         | Concierge                          |                                                                              |
| 2011         | Adventure Time                     | Georgy / Private in Movie (voices) | Episodul: "Heat Signature"                                                   |
| 2012         | Astronaut: The Last Push           | Bob Jansen                         |                                                                              |
| 2012         | Wilfred                            | Hospital Orderly                   | Episodul: "Progress"                                                         |
| 2013, 2015   | Hot in Cleveland                   | Claude                             | 2 episoade                                                                   |
| 2013         | Mike & Molly                       | James, Molly's Union Rep.          | Episodul: "Molly Unleashed"                                                  |
| 2014         | Criminal Minds                     | Bill Harding                       | Episodul: "Fatal"                                                            |
| 2014         | Law & Order: Special Victims Unit  | Gordon Montlieff                   | Episodul: "Thought Criminal"                                                 |
| 2014         | The Bridge                         | Gary / Daniel Frye's AA sponsor    | 2 episoade                                                                   |
| 2015         | Nicky, Ricky, Dicky & Dawn         | Jo McCoy                           | Episodul: "I Want Candace"                                                   |
| 2015         | Melissa & Joey                     | Hank Jeffers                       | 3 episoade                                                                   |
| 2015         | The Mr. Peabody & Sherman Show     | King Hotu Mat'u (voce)             | Episodul: "Hotu Mat'u"                                                       |
| 2016         | Ordinary World                     | Rupert                             |                                                                              |
| 2016         | Chicago Fire                       | Scott Powers                       | Episodul: "That Day"                                                         |
| 2016         | Ghostbusters: Answer the Call      | Frank the Mercado Hotel guest      | Cameo. Scene șterse din versiunea cinematografică.                           |
| 2016         | Scream Queens                      | Richard                            | Episodul: "Warts and All"                                                    |
| 2016-2018    | The Goldbergs                      | Larry                              | 2 episoade                                                                   |
| 2017         | Hand of God                        | Dr. Olonari                        | 4 episoade                                                                   |
| 2017         | Life in Pieces                     | Dean the Airline Passenger         | Episodul: "Late Smuggling Dreambaby Voucher"                                 |
| 2017         | Good Behavior                      | Patrick Donnelly                   | 2 episoade                                                                   |
| 2018         | Disjointed                         | Krinkles                           | Episodul: "Travissimo Private Reserve"                                       |
| 2019         | Summer Camp Island                 | Storm Cloud / Additional voices    | Episodul: "Cosmic Bupkiss"                                                   |
| 2020         | My Boyfriend's Meds                | Chase                              |                                                                              |
| 2020         | Home Movie: The Princess Bride     | Fezzik                             | Episodul: "Chapter Three: The Cliffs Of Insanity"                            |
| 2020         | Sneakerheads                       | Old Boss                           | Episodul: "Hustling Backwards"                                               |
| 2020–present | Trash Truck                        | Walter                             | Serial web                                                                   |
| 2021         | Electric Jesus                     | Skip Wick                          |                                                                              |
| 2021         | Rumble                             | Klonk (voce)                       |                                                                              |
| 2021         | Last Week Tonight with John Oliver | Rolul său                          |                                                                              |